# Тинейджеры (сериал)
Тинейджеры (чеш. 4teens) − чешский телесериал о семерых учениках чешской средней школы, их учителях, друзьях и родителях. Название сериала происходит от названия школьной газеты, в которой сообщаются основные новости Орловской гимназии (чеш. Gymnázium  Orlová), где учатся главные герои.

## Главные персонажи
Милан Дубрава (чеш. Milan Doubrava) — ученик 1 «А». Первое время учёбы в гимназии не пользовался популярностью среди одноклассников из-за избыточного веса и слишком высокого интеллекта. Подвижным играм на свежем воздухе и спорту предпочитает виртуальный мир, часами играет в сетевые игры, используя для этого ник Guru. Тайно влюблён в свою одноклассницу Мишу Туркову, но стесняется сказать ей о своих чувствах, так как она, по-видимому, не испытывает к нему особой симпатии.
Дая Новотная (чеш. Dája Novotná) — ученица 1 «А» и лучшая подруга Милана. У этой девушки много положительных качеств, но все они сводятся на нет её безграничной настойчивостью. Но именно благодаря своей напористости Дае удалось занять место журналиста в школьной газете «Тинейджеры» (чеш. 4teens). Эта должность крайне важна для девушки, поскольку в будущем она собирается начать карьеру профессиональной журналистки. Воспитанием Даи занимается её бабушка Марта, потому что родители девочки, Эмиль и Ленка, живут и работают в Праге и не могут уделять дочери достаточно времени.
Патриция (Пэтти) Пеликанова (чеш. Patricie (Paty) Pelikánová) — ученица 1 «А». Мечтает стать фотомоделью. Ради достижения этой цели готова на всё: долгое время сидеть на диетах, голодать, принимать таблетки для похудения и так далее. Несмотря на то, что Пэтти глуповата, вокруг неё всегда вьётся кучка подружек, желающих во всём ей подражать. Но другие одноклассницы Патриции, во главе с Линдой Яровой считают Пеликанову просто глупой куклой.
Камила Чёрная (чеш. Kamila Černá) — ученица 1 «А». Камила идеально соответствует своей фамилии: у неё чёрные глаза, тёмные волосы и даже в одежде всем цветам она предпочитает чёрный. Такие странности вызваны, очевидно, тем, что Чёрная растёт в неблагополучной семье: её отец — алкоголик, он постоянно приходит домой в пьяном виде и избивает свою жену, которая в одиночку растит Камилу и её многочисленных младших братьев и сестёр. Одноклассники не очень любят Чёрную из-за её странного вида и поведения, но ей до этого нет никакого дела. Камила прекрасно играет на гитаре и выступает в составе школьной группы sCool Band под именем Макс (девушек в группу не берут, и Чёрная вынуждена притворяться мальчиком, надевая накладные усы и бороду, а также тёмные очки).
Линда «Лампочка» Ярова (чеш. Linda „Žárovka“ Járová) — ученица 1 «А». Крайне глупая, но очень вредная особа. Эта девушка очень любит узнавать чужие тайны и рассказывать о них другим. За то, что она постоянно доносит на других, одноклассники недолюбливают Линду.
Петр Коцман (чеш. Petr Kocman) — ученик 1 «А». Петр помешан на расистских и нацистских идеях. Из-за своей ксенофобии он часто вступает в конфликты со своим чернокожим одноклассником Амосом. К тому же Коцман вместе со своим приятелем Мареком и компанией скинхедов часто принимает участие в различных хулиганских выходках. Отец Петра, Ладислав Коцман, служит в полиции и не может мириться с таким поведением сына. На этой почве в семье Коцмановых часто происходят ссоры. Любимое занятие Петра (помимо встреч со своими друзьями-нацистами) — катание на скейтборде. Благодаря этому хобби Коцман сблизился со своей одноклассницей Мишей Турковой, которая тоже обожает кататься на скейтборде.
Амос Джу-ба (чеш. Amos Džu-ba) — ученик 1 «А». Отец Амоса, Самуэль Джу-ба, приехал из Африки. Из-за этого Амос подвергается насмешкам и даже унижению и угрозам со стороны таких националистов, как Петр и Марек. Но это не мешает Джу-бе вести нормальный образ жизни. От отца, джазового музыканта, Амос унаследовал музыкальные способности, благодаря которым смог занять место саксофониста в группе sCool Band.
Йирка Прхал (чеш. Jirka Prchal) — ученик 1 «А». Йирка растёт без матери, поэтому вся забота о воспитании юноши лежит на его отце, который, кстати, преподаёт чешский язык в той самой школе, где учится Прхал-младший. Йирка — очень одарённый молодой человек. Основной его талант — рисование. Прхал рисует комиксы, посвящённые самым скандальным событиям, произошедшим с ним и с его одноклассниками, и присылает эти комиксы в газету «Тинейджеры» от имени загадочного Призрака-духа школы (чеш.  Ghost - duch školy). Ещё юноша наделён музыкальным даром. Йирка — талантливый гитарист и член школьной группы sCool Band. Также Прхал играет в составе школьной команды по футболу.
Михаэлла (Миша) Туркова (чеш. Míša Turková) — ученица 1 «А». Любимые занятия Миши — катание на скейтборде и компьютерные игры. Такие «мальчишеские» увлечения Михаэллы крайне расстраивают Хану Туркову — мать Миши, которая в одиночку занимается воспитанием дочери. А вот многим Мишиным одноклассникам нравятся увлечения Турковой, которую они считают классной девчонкой.

## Список серий
Сериал состоит из 7 серий длительностью 54 минуты, каждая из которых посвящена одному из семерых учащихся 1 «А»* класса чешской гимназии. Каждая серия начинается с небольшого вступления, идущего от лица Милана, в котором сообщается о том, что случилось с персонажами в предыдущих сериях.
| № | Название                                         | Персонаж            | Премьера на телевидении |
| - | ------------------------------------------------ | ------------------- | ----------------------- |
| 1 | Мир как скейтборд (чеш. Svět jako prkno)         | Миша Туркова        | 13 мая 2011             |
| 2 | Ярая журналистка (чеш. Zuřivá reportérka)        | Дая Новотная        | 20 мая 2011             |
| 3 | Школьная музыкальная группа (чеш. Školní kapela) | Амос Джу-ба         | 27 мая 2011             |
| 4 | Побег (чеш. Na útěku)                            | Камила Чёрная       | 3 июня 2011             |
| 5 | Лыжник (чеш. Lyžák)                              | Йирка Прхал         | 10 июня 2011            |
| 6 | Выпускной (чеш. Ples)                            | Патриция Пеликанова | 17 июня 2011            |
| 7 | Это была сода (чеш. Byla to soda)                | Милан Дубрава       | 24 июня 2011            |

*Первый класс в чешской гимназии примерно соответствует девятому классу в российской школе. См. также статью Образование в Чехии

### 1.Мир как скейтборд
- Главный герой — Михаэлла (Миша) Туркова

Начинается новый учебный год. Для Милана Дубравы этот год — особенный, потому что он из младшей школы перешёл в 1 «А» класс Орловской гимназии и теперь ему и ещё двум десяткам новоиспечённых гимназистов предстоит привыкнуть к новой школе, новым порядкам, новым учителям и новому окружению…
Однажды, возвращаясь домой, ученица 1 «А» Миша Туркова становится виновницей столкновения двух автомобилей и попадает в полицейский участок. Полицейский, который привёл девушку в участок, оказывается Ладиславом Коцманом, отцом Мишиного одноклассника-расиста Петра. Ладисав обещает девушке, что не расскажет о случившемся в школе, взяв с неё обещание сообщать ему о проступках Петра.
Однако Коцман не может не рассказать обо всём Мишиной маме. Узнав о случившемся, Хана Туркова приходит в ярость: она отнимает у дочери скейтборд и запирает его в шкафу, а также запрещает ей играть в компьютер. Обиженная на мать Мишка сбегает из дома…
В это же время одноклассница Михаэллы Дая Новотная узнаёт, что в их школе существует своя газета «Тинейджеры». Дая, мечтающая стать журналистом этой газеты, приходит в редакцию и знакомится с другими работниками газеты — Радеком и Михалом. Они не особо интересуются юной журналисткой, поскольку кто-то подбросил под дверь редакции комикс, показывающий шокирующие события в школе и за её пределами. Автор комикса — таинственный Призрак-дух школы, и Радек с Михалом не могут понять, кто это именно.
Чтобы отделаться от надоедливой Даи, Михал Маховец даёт ей задание написать о каком-либо общешкольном событии. Раздумывая над тем, о каком событии лучше написать, Дая вспоминает, что у её лучшего друга Милана скоро день рождения, и у неё возникает идея устроить в честь этого праздника грандиозную вечеринку и пригласить на неё всю школу. Таким образом у неё возникает возможность сделать два дела сразу: поздравить Милана и написать о статью. Родители Милана и его старший брат Роман в восторге от такой идеи, чего нельзя сказать о самом имениннике, мечтающем о тихом домашнем празднике. Единственная гостья, которую Милан хочет видеть на своей вечеринке, — Миша Туркова. Однажды, идя в школу, Милан встречает Мишу, которая, сбежав из дома, вынуждена жить впроголодь. Милан оставляет ей свою куртку, еду и немного денег, а заодно приглашает её на свою вечеринку.
Серия кончается вечеринкой у Милана Дубравы. Несмотря на то, что многие гости недовольны отсутствием мясных блюд, которые мать Милана — убеждённая вегетарианка — не приготовила, праздник проходит не так плохо, как ожидал Милан. Пришедшая на вечеринку Туркова решает вернуться домой, а Дая пишет прекрасную статью о празднике. Неожиданно во время вечеринки бабушке Даи, которая тоже приглашена на праздник, становится плохо и её увозят в больницу…

### 2.Ярая журналистка
- Главный герой — Дая Новотная

После того, как бабушку Марту забрали в больницу, Дая вынуждена переехать жить к Дубравам. Родители Даи, живущие в Праге, предлагают ей переехать к ним, но Дая хочет остаться с бабушкой. Чтобы убедить родителей, что она не может переехать, Дая говорит им, что стала журналисткой в «Тинейджерах» и не может бросить эту работу.
Однако это не совсем правда: чтобы действительно стать журналисткой, Дая должна написать для газеты большую статью о футболе. Девушка плохо разбирается в нюансах этой игры и решает обратиться за помощью к Роману, брату Милана, который играет в школьной футбольной команде. С его помощью Дае удаётся написать статью и окончательно стать журналисткой «Тинейджеров».
В то же самое время Патриция, помешанная на похудении и диетах, прекращает принимать пищу, чтобы сбросить лишние килограммы, которые, как она считает, у неё имеются. Длительное голодание не лучшим образом сказывается на здоровье Пэтти. Глядя на свою одноклассницу, Дая решает написать статью об анорексии.

### 3.Школьная музыкальная группа
- Главный герой — Амос Джу-ба

В гимназии существует своя музыкальная группа под названием sCool Band. На вечеринке после очередного концерта участники группы сорятся и группа распадается. Во время интервью, которая берёт Дая берёт у Росты (одного из участников группы), Новотной в голову приходит идея: организовать прослушивание, чтобы набрать новых участников в группу. Роста и остальные члены sCool Band согласны с этой идеей, но с одним условием: никаких девушек в группе.
По результатам прослушивания в группу попадают Йирка Прхал и таинственный Макс, которого никто раньше не видел. Но теперь группа сталкивается с новой проблемой: им негде репетировать. Амос предлагает им репетировать в своём гараже, переоборудованном под музыкальную студию. Дома Амос поражает других участников группы своей игрой на саксофоне и его берут в группу в качестве саксофониста.
Чем больше успехи Амоса, тем больше его ненавидят Петр и Марек. Петр крадёт у отца табельное оружие и приносит его в школу. Марек тут же решается воспользоваться пистолетом и выстрелить в Джу-бу. Но Амос, предупреждённый одноклассниками, успевает спрятаться. В досаде на то, что покушение на Джу-бу не удалось, Марек решает застрелить Асту (собаку дворника), но Петр пытается ему помешать, поэтому Мареку не удаётся убить Асту, но он её ранит.
Во время концерта sCool Band Линда Ярова внимательно рассматривает Макса и приходит к выходу, что это не мальчик, а всего лишь переодетая Камила Чёрная. После концерта Лампочка рассказывает участникам группы, кто такой Макс на самом деле.

### 4.Побег
- Главный герой — Камила Чёрная

Участники sCool band разоблачают Камилу и выгоняют её из группы. На следующий день Чёрная, узнавшая, что её выдала Ярова, мстит Линде, выкинув все её учебники в окно. В этот же день Камила окончательно ругается со своим отцом, законченным алкоголиком, ежедневно избивающим свою жену и устраивающим пьяные сцены. После ссоры с отцом Камила уходит из дома и пытается найти приют у своей старшей сестры, проститутки Анеты. Однако вскоре ей приходится уйти от Анеты и пойти жить на улицу. Камила пробует заработать, играя на гитаре на Йирасковой площади (в русском переводе ошибочно названа Яровской), и наталкивается на компанию нищих, которые приглашают её жить к себе в подвал.
Тем временем исчезновение Камилы не остаётся незамеченным. Удивлённая долгим отсутствием одноклассницы, Дая решает разузнать в чём дело и, прихватив с собой Милана, идёт домой к Камиле, но Ярослав Чёрный (отец Камилы) не пускает их на порог. Вечером Призрак присылает Дае комикс, в котором рассказано, где искать Камилу. Но Дая не решается идти в подвал к нищим в одиночку и берёт с собой своих одноклассников: Милана, Патрицию и Петра. Вчетвером им удаётся освободить Камилу из лап нищих.
Но Чёрная не хочет возвращаться домой к алкоголику-отцу, и Милан предлагает ей временно прожить у Даи, думая, что бабушка Марта, вместе с которой живёт Дая, сможет положительно повлиять на Камилу. Но его надежда не оправдалась: Камила стала устанавливать в доме Новотных свои порядки. Дая не выдерживает такой жизни и просит Милана вернуть Чёрную домой. Но это невозможно, пока Ярослав не бросит пить. Тогда приятели решают напугать его. С помощью нехитрых приёмов они заставляют отца Камилы поверить, что у него началась белая горячка, и заставить его бросить пить. Теперь Камила, которую вновь пригласили в sCool band, может вернуться домой, а семья Чёрных навеки избавлена от бесконечных пьяных сцен.

### 5.Лыжник
- Главный герой — Йирка Прхал

На рождественских каникулах ученики 1 «А» во главе с профессорами Крупой и Ежковой едут на горнолыжный курорт. Для большинства школьников активный отдых на природе — большая радость. Но Милан Дубрава, который не умеет кататься ни на лыжах, ни на сноуборде, не разделяет общей радости. Милан скучает по дому, компьютеру и сетевым играм. Йирка, который в отличие от Милана испытывает удовольствие от пребывания на курорте, тоже немного скучает по Интернету и решает поискать в округе место, где ловит Wi-Fi.
В поисках Wi-Fi Йирка заходит в соседний отель, где знакомиться с девушкой по имени Мария. Они влюбляются друг в друга, и у них начинается роман. В состоянии влюблённости пребывает не только Прхал: вдали от дома и родителей многие школьники дают волю своим чувствам. Например, Патриция влюбляется в Крыштофа, инструктора по сноуборду, a Йиндра Бекас, одноклассник Милана, который давно влюблён в Даю, решается пригласить её на свидание. Однако Милан упускает свою возможность поцеловать Мишу Туркову, к которой неравнодушен.
Накануне свидания с Даей Йиндра просит Йирку нарисовать Дайин портрет, который Бекас затем дарит своей возлюбленной. Однако после свидания Йиндра исчезает и никто не может его найти. Одноклассники Бекаса отправляются на поиски, но вместо этого наталкиваются на Йирку, возвращающегося со своего свидания.
Тем временем Дая сравнивает свой портрет, нарисованный Йиркой, с комиксами, созданными Призраком, и начинает догадываться, кто такой Призрак…

### 6.Выпускной
- Главный герой — Патриция (Пэтти) Пеликанова

Заветная мечта Патриции — стать фотомоделью — наконец-то сбылась. У неё появилась возможность снять своё первое портфолио. Но первоклассный фотограф, которого наняла Кристина Пеликанова (мать Пэтти) для своей дочери, начинает домогаться Патриции. Пэтти очень боится, что фотограф может её изнасиловать, но ничего не говорит родителям, поскольку не хочет терять возможность снять портфолио.
Также Пеликанова записалась в школьную группу поддержки, где её избрали капитаном, но только условно. Патриция хочет научиться танцевать лучше, поэтому просит отца, бывшего танцора Оскара Пеликана, помочь ей. На следующую репетицию группы поддержки Пати приходит вместе с отцом. Тренирует девочек-болельщиц мама Миши Турковой, Хана, которая раньше танцевала в паре с Оскаром. Случайно встретившись на репетиции, Оскар и Хана решают вспомнить прошлое и танцуют вместе красивый танец. У них получается настолько хорошо, что Пеликана и Туркову-старшую приглашают принять участие в выпускном вечере, который скоро будет проходить в гимназии.
Тем временем Петр пытается разыскать в Интернете информацию о фотографе, который снимает Пэтти, и узнаёт, что тот уже раннее был осуждён за попытку изнасиловать одну из своих моделей. Петр рассказывает об этом родителям Патриции, и они все вместе едут в фотостудию. К счастью, они успевают вовремя: фотограф ещё не успел ничего сделать с Пэтти.
После спасения Патриции из лап фотографа жизнь в гимназии пошла своим чередом. Пэтти стала лучше учиться, Хана Туркова готовит свою команду к выпускному, где девочки будут выступать, и сама готовится вместе с Оскаром к танцу, который им предстоит станцевать на том же выпускном. Дая по-прежнему пишет статьи для «Тинейджеров», в газету продолжают приходить комиксы от таинственного Призрака, а Милан всё ещё не догадывается, что Red Devil, с которым он играет в сетевые игры, — это его одноклассница Миша.

### 7.Это была сода
- Главный герой — Милан Дубрава

В семье Дубравовых радостное событие. Как снег на голову на них свалился приехавший из Хорватии дядя Милана Драго. Он рассказывает Милану о том, что если он хочет понравиться девушкам, то должен научиться играть в футбол. Милан, последовав его совету, записывается в школьную футбольную команду, начинает упорно тренироваться, но это не приносит желаемых результатов.
Неожиданно Милан узнаёт, что Red Devil, с которым он играл весь год в онлайн-игры не кто иной, как его одноклассница Мишка. Для Дубравы и для Турковой, которая тоже раньше не знала, что её соперник — Милан, эта новость становится настоящим шоком. Но это не единственная тайна, которую раскрыл Милан. Спустя некоторое время ему становится известна личность Призрака и он рассказывает об этом Дае, которая пишет изобличающую статью, но Маховец не разрешает Новотной её напечатать, поскольку считает, что никто не должен знать, кто такой Призрак на самом деле.
Чтобы помириться с Мишей, которая серьёзно обиделась на Милана, узнав, что именно с ним она играла весь год, Дубрава решает создать для неё компьютерную игру и просит Призрака помочь ему с графикой. Но пока они создавали игру, с Мишей приключилась ещё одна неприятность: она поссорилась с дворником на улице и он выкинул её скейт в мусорную машину. Это большое горе для Турковой, которая собиралась принять участие в грандиозном соревновании скейтеров Absurd Hills. У Милана есть скейтборд, который ему подарили на день рождения и на котором он так и не научился кататься. Дубрава дарит его Турковой вместе с флешкой, на которой записана новая игра. Миша в таком восторге, что не только прощает Милана, но и позволяет ему сходить с ней в кино.
На этом удачи Милана и его друзей не закончились. Роман Дубрава успешно сдал выпускные экзамены и окончил гимназию. Школьная команда благодаря чудесному голу Милана выиграла финальный матч чемпионата. Мишка победила в Absurd Hills. А тем временем учебный год подошёл к концу и восьмеро друзей — Милан, Дая, Пэтти, Камила, Петр, Амос, Йирка и Мишка — должны расстаться друг с другом, чтобы встретиться вновь в сентябре, после каникул.

## Комикс
Ни одно событие из жизни учеников 1 «А» класса Орловской гимназии не остаётся незамеченным, потому что в газете «Тинейджеры» тут же появляется комикс, посвящённый этому происшествию. По сюжету эти комиксы рисует ученик 1 «А» Йирка Прхал и присылает их в редакцию газеты от имени таинственного Призрака. На самом деле эти комиксы нарисованы словацким создателем комиксов Йозефом Гертли(словац. , англ. , нем. , фр. ), который известен миру под псевдонимом Danglár.

## Музыка к сериалу
Главный саундтрек к сериалу, песня «School Beauty Queen» (рус.  Первая красавица школы), исполненная чешской инди-рок группой Charlie Straight, была написана Альбертом Черным — фронтменом группы Charlie Straight. Сам А.Чёрный сыграл в сериале роль Альберта, солиста школьной музыкальной группы sCool Band.

### Песня «School Beauty Queen»

#### Слова
```
Learn it all as soon as you can
Write it down into the sand
Back at school you were the one for me
Wish I knew where you have gone, gone, gone, gone, gone, gone, gone, gone, gone
```

```
When I’m walking down the street
Looking for you
When I watch the couples kiss
That’s what I wanna do
I don’t know if you have changed
Since we went to school
In my mind you’re still the same
You are still the
```

```
Beau-ooh-ooh… the most beautiful girl that I’ve ever seen
Ooh-ooh-ooh… Everyone wanted the school beauty queen
Ooh-ooh-ooh… Where have you been, oh where have you been?
Ooh-ooh-ooh, (my) school beauty queen…
```

```
Learn it all before it’s too late
Don’t let love, your love slip away
You won’t see me in September anymore
I don’t know if you’ll remember me at all
```

```
When I’m walking down the street
Looking for you
When I watch the couples kiss
That’s what I wanna do
I don’t know if you have changed
Since we went to school
In my mind you’re still the same
You are still the
```

```
Beau-ooh-ooh… the most beautiful girl that I’ve ever seen
Ooh-ooh-ooh… Everyone wanted the school beauty queen
Ooh-ooh-ooh… Where have you been, oh where have you been?
Ooh-ooh-ooh, (my) school beauty queen… 
[
14
]
```

## Показ сериала

### В Чехии
В Чехии сериал вышел на экраны в 2011 году. Первая серия (Svět jako prkno) была показана на телеканале ČT1 13 мая 2011 года. Сериал шёл по пятницам в 20:00 и закончился 24 июня.

### В России
В России сериал был показан на телеканале Teen TV. Показ сериала производился ежедневно в 20:30 с 10 по 17 февраля 2014 года. В настоящее время сериал периодически вновь выходит в эфир на том же телеканале по утрам и около 16:00.

## В ролях

### Актёры, играющие тинейджеров

#### Главные персонажи
- Ондржей Малый — Милан «Эйнштейн» Дубрава (Guru)
- Тереза Беранова — Дая Новотная
- Адриана Неубауэрова — Патриция Пеликанова
- Ванда Халупкова — Камила Чёрная
- Дагмар Кршижова — Линда «Лампочка» Ярова
- Томаш Вагала — Петр Коцман
- Томаш Главачек — Амос Джу-ба
- Томаш Матерна — Йирка «Пикассо» Прхал
- Люциэ Штефлова — Миша Туркова (Red Devil)

#### Второстепенные персонажи
- Михал Седлачек — Роман Дубрава, брат Милана, старшеклассник
- Олдржих Гайлих — Давид, друг Романа, старшеклассник
- Якуб Графнетр — Радек, старшеклассник, редактор газеты «Тинейджеры» и участник группы sCool Band
- Властимил Бурда — Михал Маховец, старшеклассник, шеф-редактор школьной газеты «Тинейджеры»
- Ричард Зевел — Марек Ганак, ученик 1 «А», приятель Петра
- Робин Паржик — Йиндра Бекас, ученик 1 «А», влюблённый в Даю
- Карин Краусова — Клара, ученица 1 «А», подруга Патриции
- Наталиэ Голикова — Ивета, ученица 1 «А», подруга Патриции
- Камила Яновичова — Вероника, ученица 1 «А», подруга Патриции
- Альберт Черный — Альберт, солист школьной музыкальной группы sCool Band
- Михал Шашинка — Роста, участник школьной музыкальной группы sCool Band
- Томаш Полак — Адам
- Ленка Вопелкова — Дана
- Анастасия Клеменсова — Ева
- Анежка Михалова — Ким
- Соня Тврда — Соня
- Вероника Нузова — Тереза

### Актёры, играющие родителей
- Йиржи Дворжак — Зденек Дубрава, отец Милана и Романа
- Зузана Мауреры — Весна Дубравова, мать Милана и Романа
- Предраг Бьелак — Драго, брат Весны, дядя Милана и Романа
- Виктор Скала — Эмиль Новотный, отец Даи
- Зузана Славикова — Ленка Новотная, мать Даи
- Надя Конвалинкова — Марта Циканкова, мать Ленки, бабушка Даи
- Давид Сухаржипа — Оскар Пеликан, бывший танцор, отец Патриции
- Ива Паздеркова — Кристина Пеликанова, мать Патриции
- Норберт Лихий — Ярослав Чёрный, отец Камилы
- Яна Янекова — Карла Чёрная, мать Камилы
- Тереза Шефрнова — Анета Чёрная, проститутка, старшая сестра Камилы
- Карел Добрый — Ладислав Коцман, полицейский, отец Петра
- Рената Клеменсова — Зденка Коцманова, мать Петра
- Ибрагим Маига — Самуэль Джу-ба, отец Амоса
- Михаэла Куклова — Елена Джу-ба, мать Амоса
- Зденька Жадникова-Воленцова — Хана Туркова, бывшая танцовщица, мать Миши

### Актёры, играющие учителей
- Эстер Кочичкова — Шарка Тушкова, директор гимназии и учительница географии
- Мирослав Таборский — Профессор Прхал, преподаватель чешского и отец Йирки
- Мирослав Этзлер — Карел Крупа, преподаватель физики и математики, классный руководитель 1"А"
- Петра Гржебичкова — Профессор Ежкова, учительница физкультуры
- Павел Зедничек — Бедржих «Беда» Варва, дворник
- Крыштоф Гадек — Крыштоф, инструктор по сноуборду
- Люциэ Вондрачкова — Мария, девушка из отеля
- Ондржей Павелка — Фотограф, пристающий к Пэтти

### В эпизодах
- Владимир Пискала
- Марек Свобода
- Владимир Поляк
- Мария Людвикова
- Габриэла Вилчкова
- Мартин Штерба
- Хоанг Тхи Бих Лиен
- Михал Краус
- Харлотте Горутова
- Мирослава Георгиевова
- Ян Йиржичек
- Ондржей Гавел
- Адам Рек
- Ян Матей Нытра
- Петр Феребауэр
- Андреа Требихалска
- Ярослав Доброцкий
- Петр Сыкора
- Анна Цонова
- Йиржи Плойхар
- Симона Пекова
- Барбора Обозненкова
- Йиржи Седлачек
- Штепан Каминский
- Даниэль Клейн
- Ленка Кубалкова
- Томаш Дастлик
- Филип Бржезина
- Людек Елен
- Томаш Ман
- Филип Гавлас
- Владислав Георгиев
- Жанетта Скацеликова
- Филип Гузиур
- Збынек Гозак
- Жанетта Штурцова[16]

## Создатели
- Режиссёр — Павел Яндурек
- Сценарист— Ива Главачкова и Ирена Павлова
- Операторы — Патрик Гознауэр и Петр Кожушник
- Звукорежиссёр — Ярослав Егличка
- Главный продюсер — Томаш Яролим
- Помощники режиссёра — Либор Зломек и Павел Ваха
- Автор комиксов — Джозеф Гертли (Danglár)
- Музыка — «Альберт Чёрный и группа Charlie Straight»

## Места съёмок
Сериал снимался на телевизионной студии Остравы, поэтому большая часть сцен снята либо в самой Остраве, либо в её окрестностях.
- Школа, где учатся главные герои — гимназия города Орлова.
- Школьные окрестности — город Орлова.
- Дом Дубравовых, дом Пеликановых, дом Коцмановых, дом родителей Амоса, дом Чёрных, квартира Турковых, квартира Марты Циканковой, квартира Прхаловых, квартира Анеты Чёрной — различные дома и квартиры в городах Острава и Вржесина (пригород Остравы).
- Полицейский участок — Острава, улица Масная.
- Офис Турковой — телевизионная студия, Острава.
- Больница (внешний вид) — Фифейды — город неподалёку от Остравы.
- Больница (внутренние помещения) — Гавиржов — город неподалёку от Остравы.
- Гостиница в горах — Гостиница Барборка на границе Моравскосилезского и Оломоуцкого краёв.
- Холл гостиницы — Малая Моравка (Моравскосилезский край).
- Внутренние помещения горного бара — Фифейды.
- Школьная танцплощадка — клуб Garage Martinov.

Также в фильме сняты следующие места в Остраве: фотоателье Градива, клубы Атлантик и Парник, спорт-бар Дило, дискобар Десперадо, скейт-площадка Поруба, улицы Садовая, Заградная, Тыршова, Сады Коменского, Йираскова площадь (в русском переводе ошибочно названа Яровской), а также различные местные бары, рестораны и магазины.

### Информация о сериале
- Кто есть кто в сериале «Тинейджеры».
- Комиксы из сериала
- Актёры, играющие в сериале
- Создатели сериала

### Фотографии
- Фото всех персонажей сериала в клубе Garage Martinov
- Интерьер школы, где учатся главные герои